# Neoechinorhynchus (Hebesoma) doryphorus
Neoechinorhynchus (Hebesoma) doryphorus is een haakwormensoort uit de familie van de Neoechinorhynchidae. De wetenschappelijke naam van de soort werd voor het eerst geldig gepubliceerd in 1949 door Harley Jones Van Cleave en Bangham.